# Затока (селище)
Зато́ка (тур. Bugaz) — селище в Україні, у Кароліно-Бугазькій сільській громаді Білгород-Дністровського району Одеської області.

## Географія

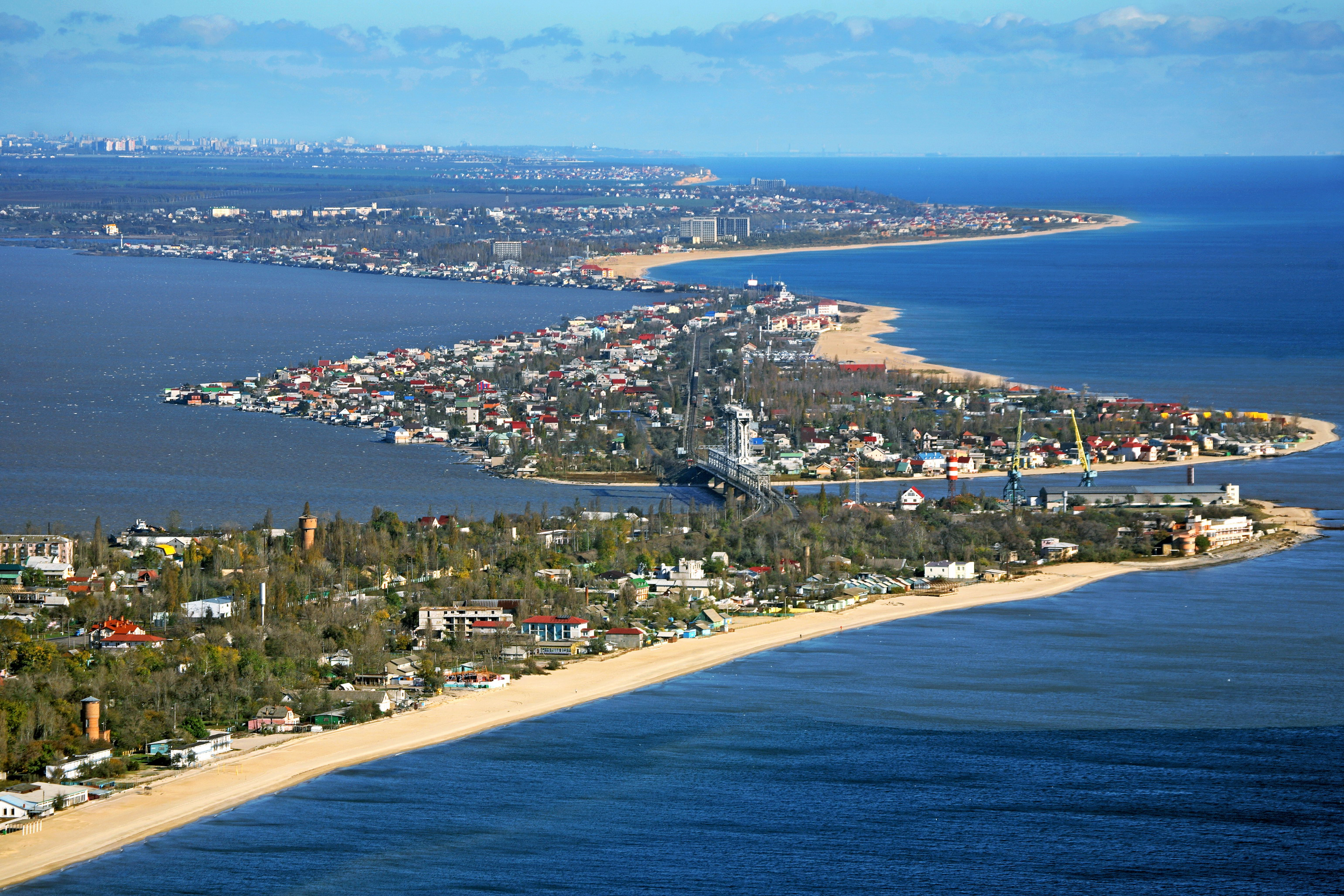
Краєвид на селище Затока

Селище Затока розташоване за 50 км від обласного центру, 18 км від районного центру — залізницею та 20 км автошляхом. Південна частина селища розташована на вузькій піщаній Будацькій косі, що відмежовує Чорне море від Будацького лиману, решта — на дещо довшій Кароліно-Бугазькій косі між Чорним морем та Дністровським лиманом. Центральний район селища знаходиться в історичній місцевості Буджак, а два інших, на північ— на землях, які за Османської імперії називалися Єдисаном.

### Клімат
Клімат помірно-континентальний, м'який.
| Клімат Затоки           | Клімат Затоки | Клімат Затоки | Клімат Затоки | Клімат Затоки | Клімат Затоки | Клімат Затоки | Клімат Затоки | Клімат Затоки | Клімат Затоки | Клімат Затоки | Клімат Затоки | Клімат Затоки | Клімат Затоки |
| Показник                | Січ.          | Лют.          | Бер.          | Квіт.         | Трав.         | Черв.         | Лип.          | Серп.         | Вер.          | Жовт.         | Лист.         | Груд.         | Рік           |
| Середній максимум, °C   | 3             | 4             | 8             | 13            | 20            | 24            | 27            | 26            | 21            | 15            | 9             | 5             | 15            |
| Середня температура, °C | 0             | 1             | 4             | 10            | 16            | 20            | 23            | 23            | 18            | 12            | 7             | 2             | 11            |
| Середній мінімум, °C    | −2            | −2            | 1             | 6             | 12            | 16            | 19            | 18            | 13            | 8             | 4             | 0             | 7             |
| Температура води, °C    | 5             | 4             | 5             | 9             | 15            | 20            | 23            | 23            | 20            | 16            | 12            | 8             | 13            |
| Норма опадів, мм        | 16.7          | 17.4          | 18.3          | 20.6          | 21.9          | 31.2          | 26.5          | 22.7          | 31.5          | 29.4          | 28.7          | 22.4          | 287.3         |
| Днів з опадами          | 4,1           | 3,5           | 3,9           | 4,1           | 4,8           | 5,9           | 4,7           | 4,1           | 4,1           | 4,2           | 4,3           | 4,9           | 52,6          |
| Днів з дощем            | 3,5           | 3,1           | 3,6           | 4,1           | 4,8           | 5,9           | 4,7           | 4,1           | 4,1           | 4,2           | 4,1           | 4,4           | 50,4          |
| Днів зі снігом          | 0,6           | 0,5           | 0,3           | 0,1           | 0             | 0             | 0             | 0             | 0             | 0             | 0,2           | 0,5           | 2,2           |
| ----------------------- | ------------- | ------------- | ------------- | ------------- | ------------- | ------------- | ------------- | ------------- | ------------- | ------------- | ------------- | ------------- | ------------- |
| Джерело: Weather Spark  |               |               |               |               |               |               |               |               |               |               |               |               |               |

## Територіальний поділ
Затока поділена на три територіальні райони:
Лиманський (Платформа Лиманська, вулиці: Вокзальна, Проектована, бульвар Золотий берег, мікрорайони «Новий», «Чорноморський»).
Сонячний (платформи Морська, Дружба, Сонячна; кооператив Дружба).
Центральний (станція Бугаз, вулиці: Виноградна, Заріпова, Лиманська, Озерна, Приморська, Чорноморська, мікрорайон Райдужний).

## Історія
Поблизу селища розташована пам'ятка трипільської культури та мідної доби — Аккембецький курган.
Поселення Затока засноване в 1827 році, внаслідок встановлення на Цареградському гирлі навігаційного знаку (маяку).
У 1850 році дирекцією Чорноморських маяків було прийнято рішення: Дністровсько-Цареградському знаку з 21 вересня 1851 присвоїти статус маяка на чолі з лоцмейстером і командою матросів з 6 чоловік. Маяк має статус пам'ятника інженерної думки.
У 1877 році маяк реконструювали. Замість дерев'яної споруди збудували вежу заввишки 16 м з ліхтарними приміщеннями, в якій була встановлена лінза Френеля з газожаровою установкою.
У березні 1918 року Бессарабію було окуповано Румунією, а у квітні — офіційно оголошено про входження цих земель до складу Королівства Румунія. Гирлом Дністра проліг новий державний кордон. Південна частина сучасної Затоки (Бугаз) належала Румунії.
28 червня 1940 року Бессарабія була окупована Радянським Союзом. У 1941—1944 роках ці землі під румунською окупацією. 21-22 серпня 1944 року відбулася Дністровська десантна операція, внаслідок якої Затоку було звільнено від окупаційних військ.
14 листопада 1945 року село Бугаз перейменовано в Затоку
У 1945 році в будинку № 3 на вулиці Плавневій відкрита нова школа.
У 1953 році в бараках, які залишилися після будівельників мосту, розташувалася початкова школа Затоки.
5 грудня 1955 відкритий підйомний автомобільно-залізничний міст через Цареградське гирло між Дністровським лиманом та Чорним морем.
15 січня 2015 року активісти Одеської «Самооборони» демонтували пам'ятник Леніну в Затоці.

## Населення

### Мова
Розподіл населення за рідною мовою за даними перепису 2001 року:
| Мова       | Кількість | Відсоток |
| ---------- | --------- | -------- |
| російська  | 921       | 67,12 %  |
| українська | 441       | 32,14 %  |
| болгарська | 5         | 0,36 %   |
| румунська  | 5         | 0,36 %   |
| Усього     | 1372      | 100 %    |

## Влада
16 листопада 2010 була відкрита перша сесія селищної ради смт Затока, на якій новим селищним головою було оголошено Звягінцева Василя Івановича.
19 липня 2020 року Затоківська селищна рада об'єднана з Кароліно-Бугазькою сільською громадою.

## Транспорт

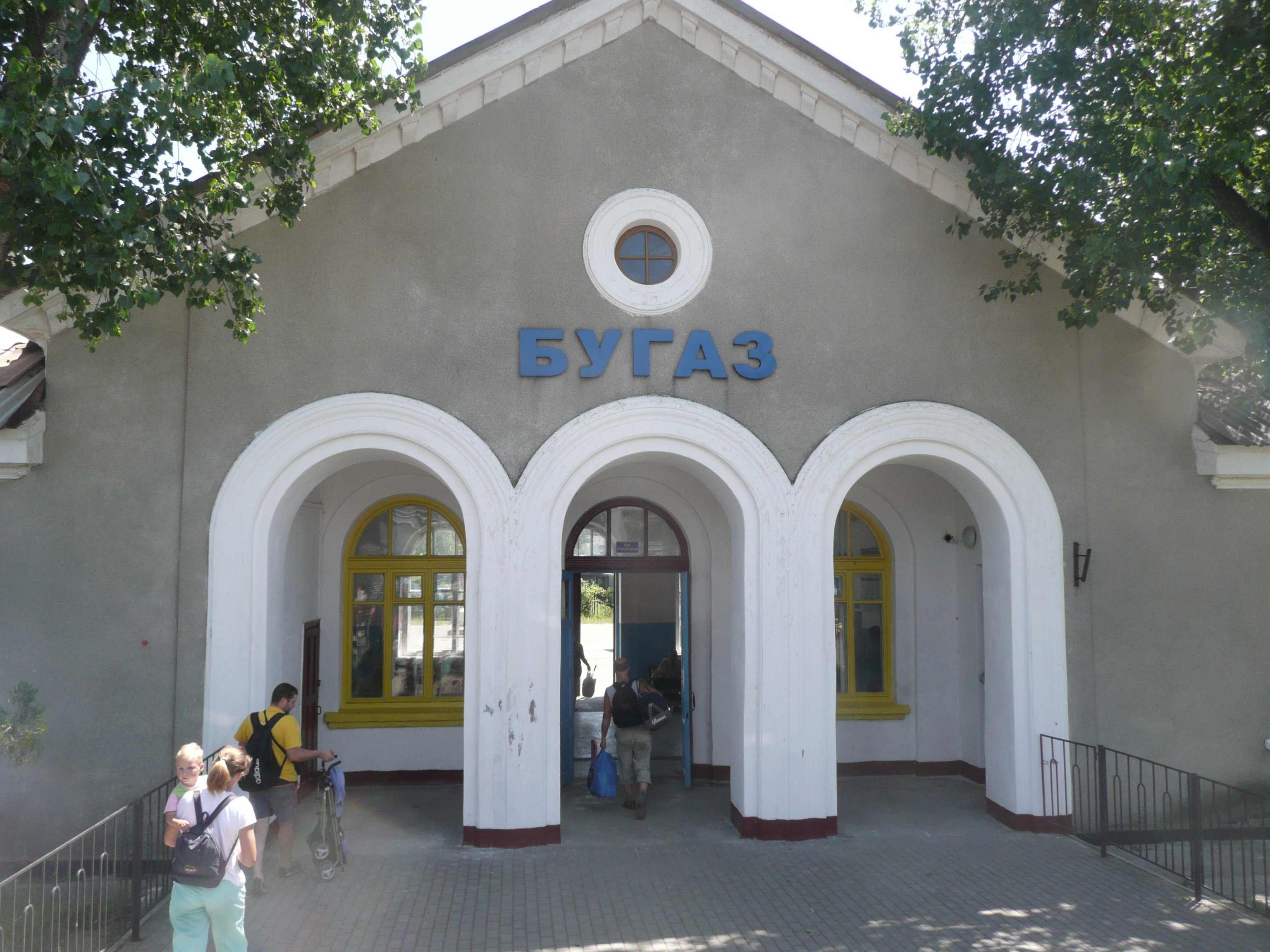
Залізнична станція Бугаз

Уздовж всього населеного пункту пролягає відгалуження від шосе Н33E87 (Одеса— Монаші), а також залізнична лінія Одеса — Білгород-Дністровський — Ізмаїл.
Станом на початок 2019 року через Затоку курсував пасажирський поїзд сполученням Київ— Одеса— Ізмаїл з вагоном безпересадкового сполучення до станції Березине, а також приміські електропоїзди Одеса— Білгород-Дністровський (6 пар влітку та 3 пари взимку). З квітня 2022 року залізничне сполучення з районним, обласним центрами та Києвом тимчасово припинено через руйнацію внаслідок ракетних ударів по підйомному автомобільно-залізничному мосту у Затоці.
Влітку, під час туристичного сезону автобусних маршрутів стає більше. Залізничний та автобусний транспорт є основним транспортом у селищі. З червня 2009 року (на літній період) відновлено курсування річкового транспорту між причалами Бугаз і Білгород-Дністровським.

## Відпочинок у Затоці

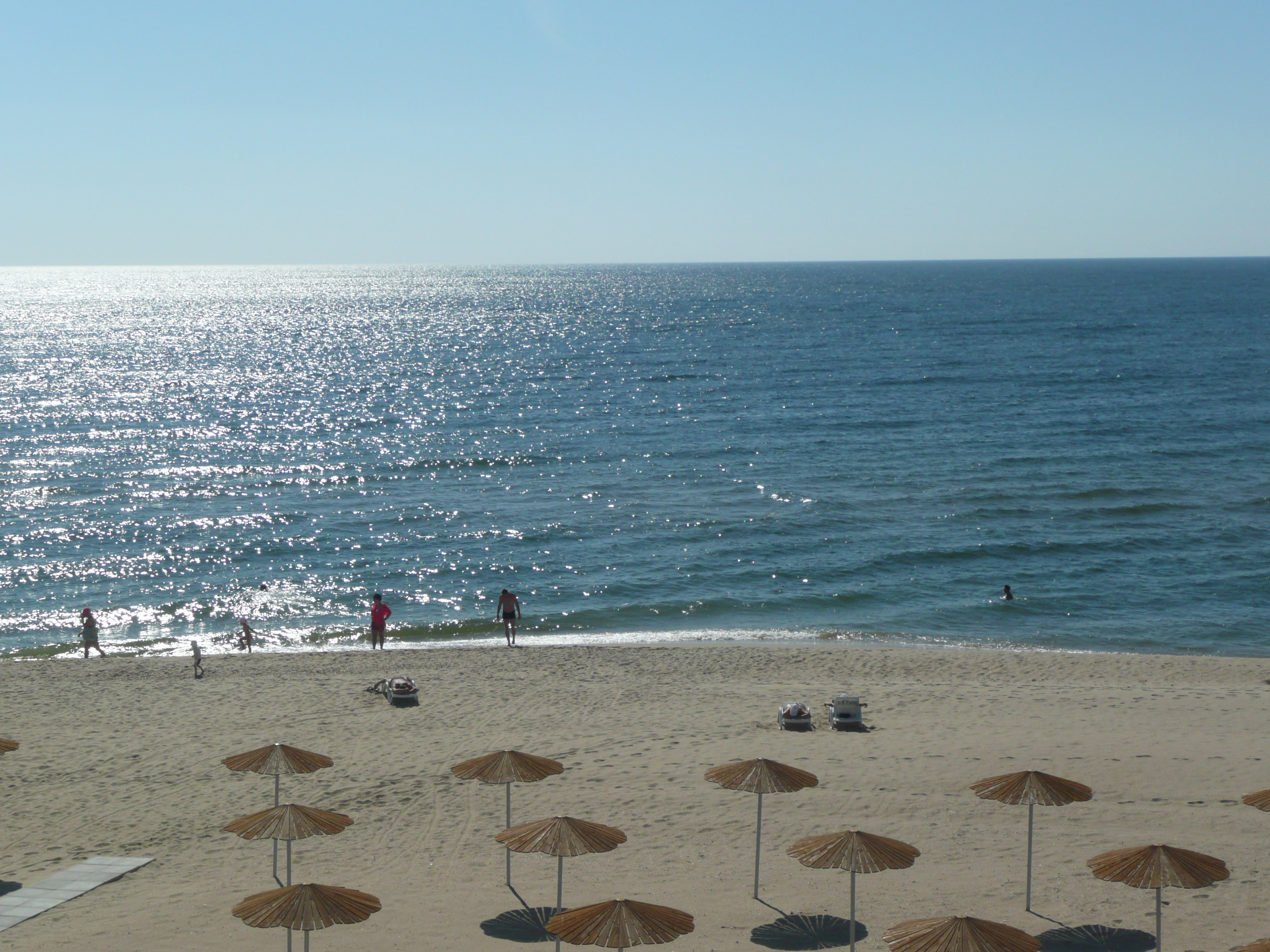
Пляж у Затоці

Наявність піщаного пляжу завширшки 50 метрів і завдовжки 5 км та мілководдя зробило Затоку одним з популярних місць відпочинку жителів України, Молдови, Білорусі (в тому числі Придністров'я). У Затоці побудовані десятки баз відпочинку.

## Культура та освіта
В Затоці працює Центр культури та дозвілля з концертним та тренажерними залами. З 1953 року працює бібліотека ім. Т.Г Шевченка. До вторгнення російських військ в Україну лише у центральній частині селища працювало три кінотеатри.
З 2014 року в Затоці проводився фестиваль Джаз-Коктебель. Рішення про перенесення фестивалю з Коктебелю було прийнято у зв'язку з анексією Криму Росією.
В селищі працює дитячий садок "Золота рибка" та Затоківська загальноосвітня школа.

## Релігія
Церква Казанської ікони Божої Матері (УПЦ МП)
Свято-Володимирська церква (УПЦ МП)
Каплиця святих верховних апостолів Петра і Павла (Українська греко-католицька церква)

## Архітектура
На вулиці Приморській, буд. 3, розташовані корпуси дитячого спеціалізованого санаторію «Затока». В ньому оздоровлюються діти із захворюваннями опорно-рухового апарату інфекційного й не інфекційного походження, ті, хто має вроджені вивихи, сколіоз, остеомієліт, туберкульоз кісток і суглобів. Будівлі протитуберкульозного санаторію було споруджено на кошти Ліги Націй і відкрито 1937 року.

## Зв'язок
По всій території населеного пункту забезпечено покриття мережі операторів стільникового зв'язку Vodafone Україна, Київстар, lifecell та Інтертелеком.
У деяких місцях спостерігається радіопокриття молдавських стільникових операторів Orange і Moldcell.

## Галерея

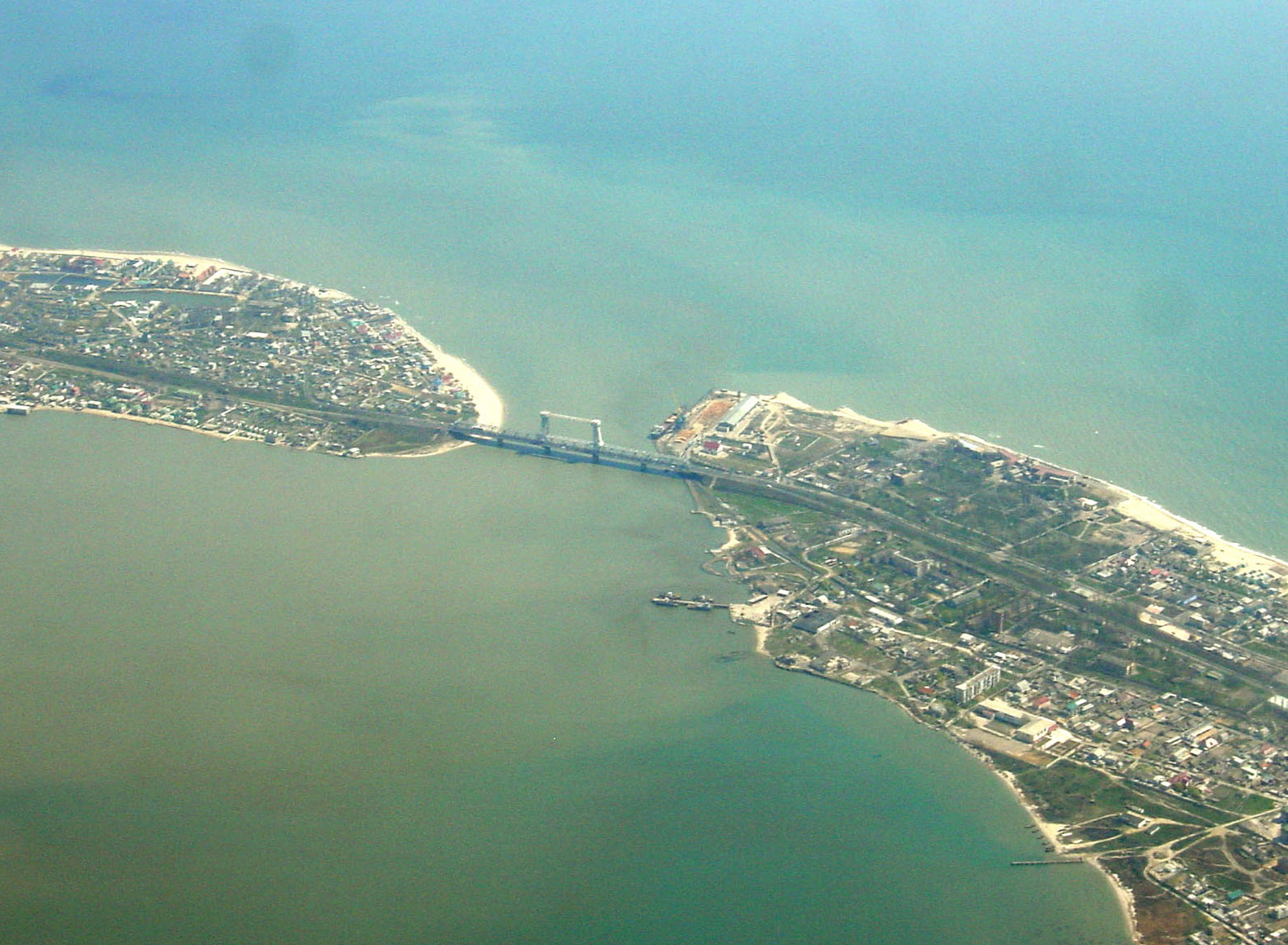
Дністровське гирло
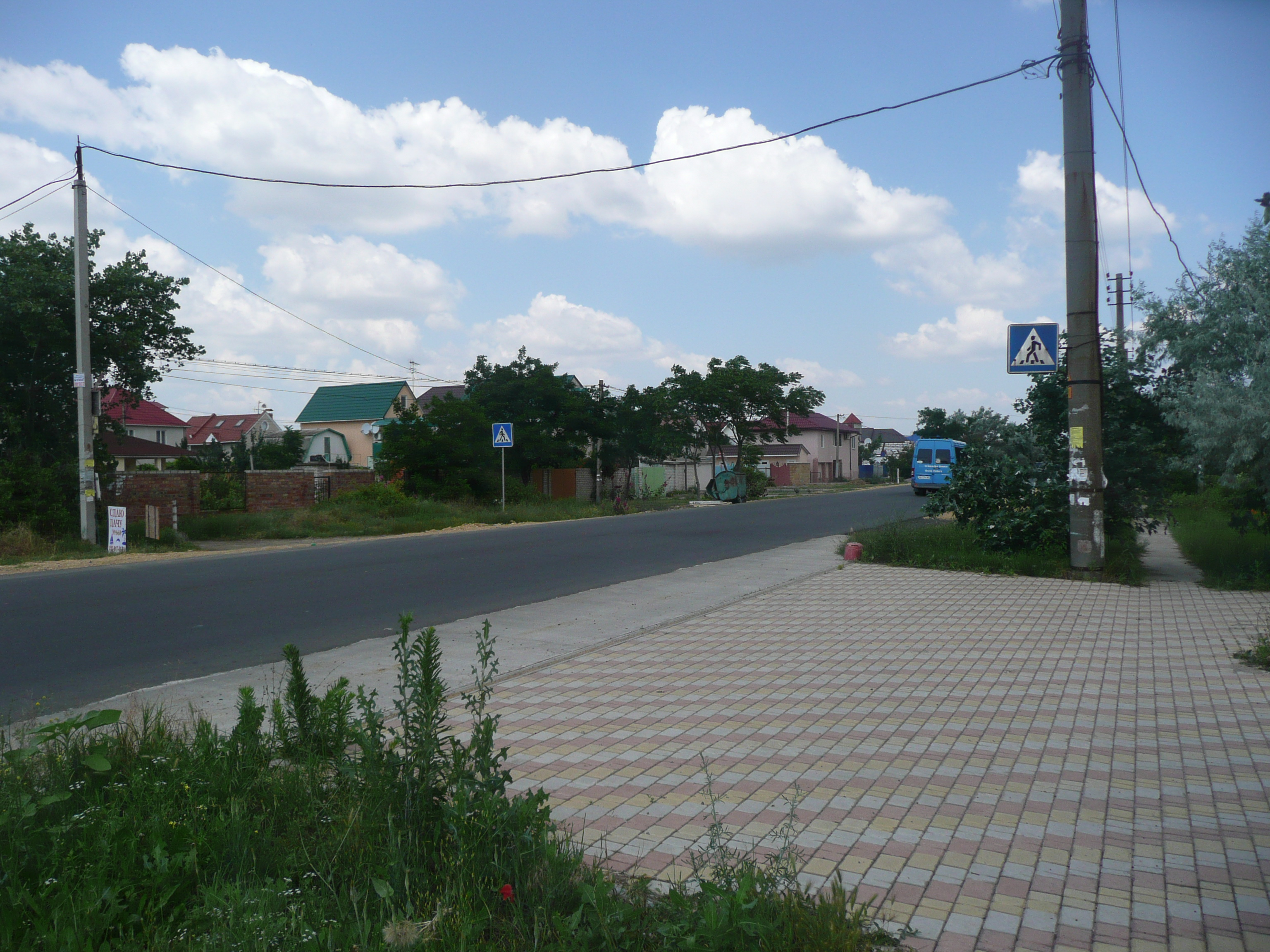
Автошлях Р70
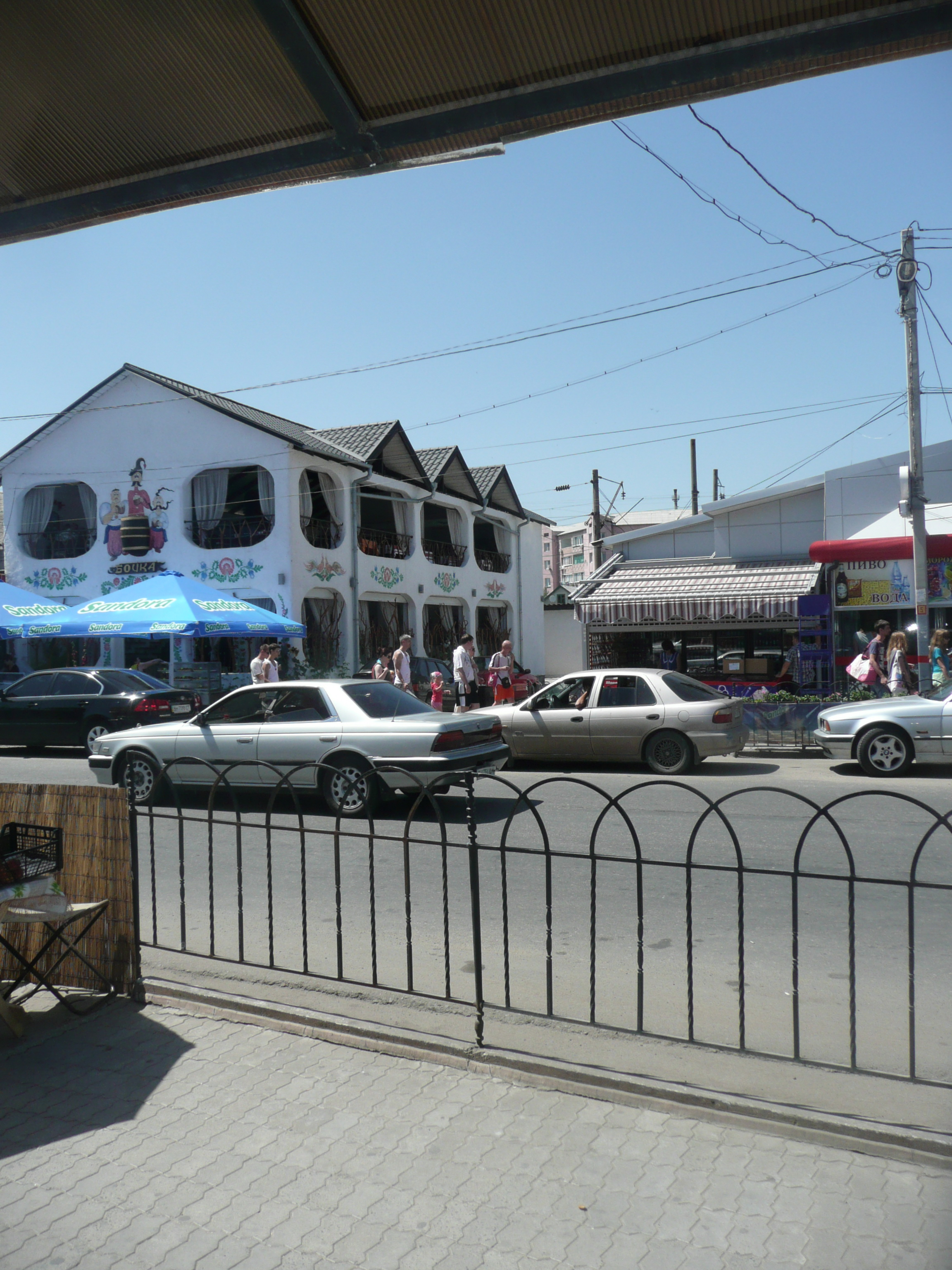
Вулиця Приморська
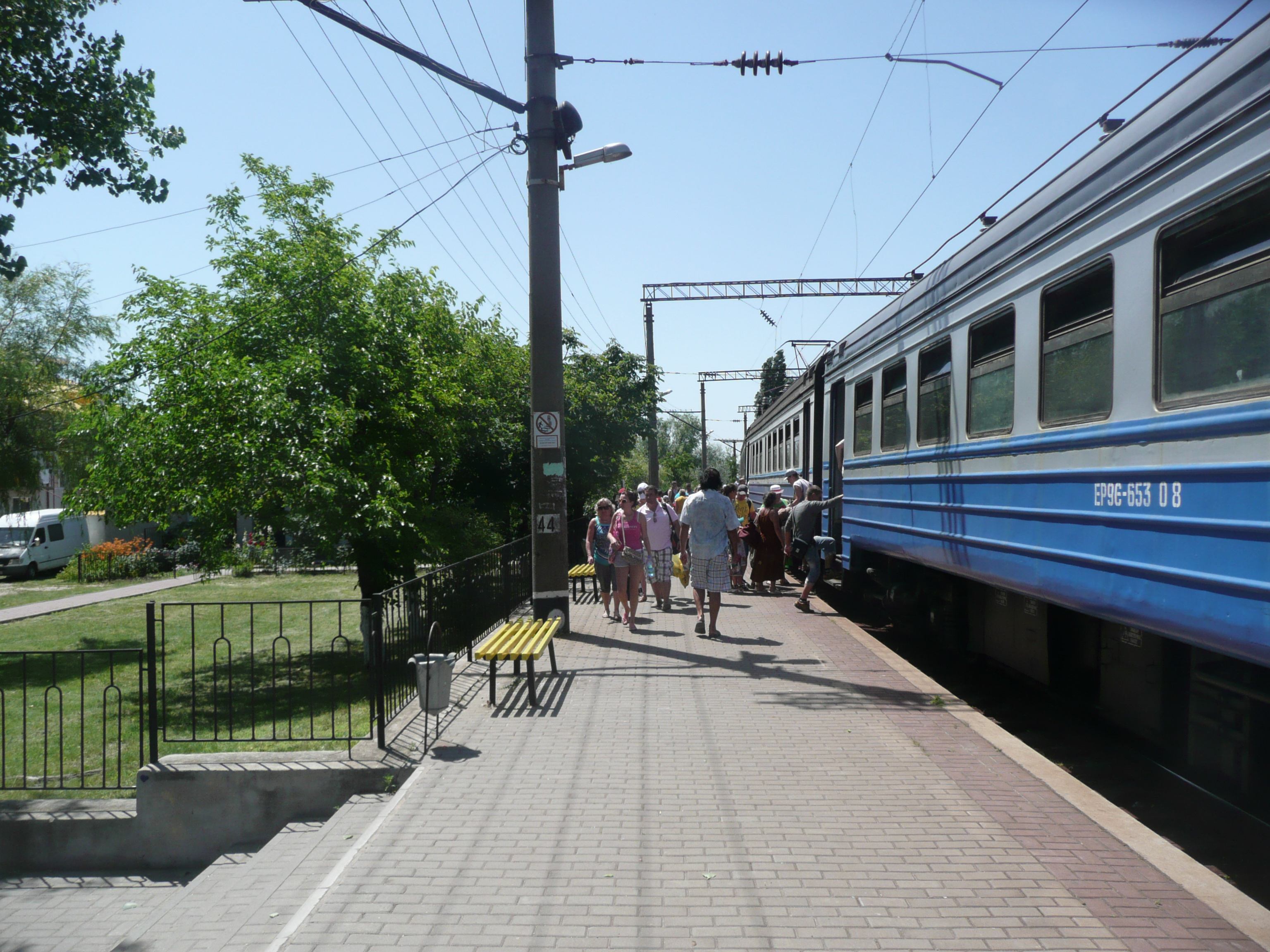
Станція Бугаз
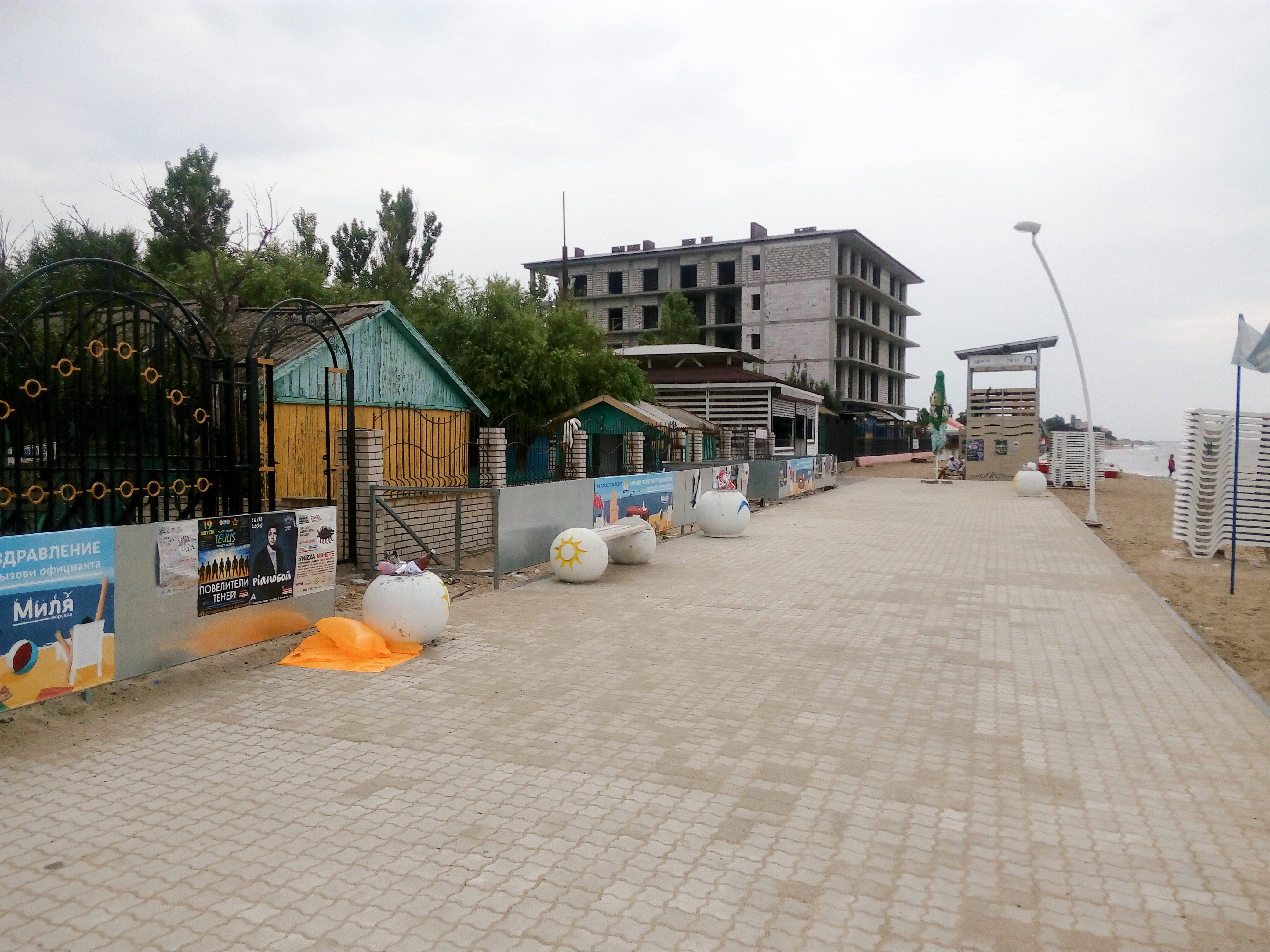
Набережна
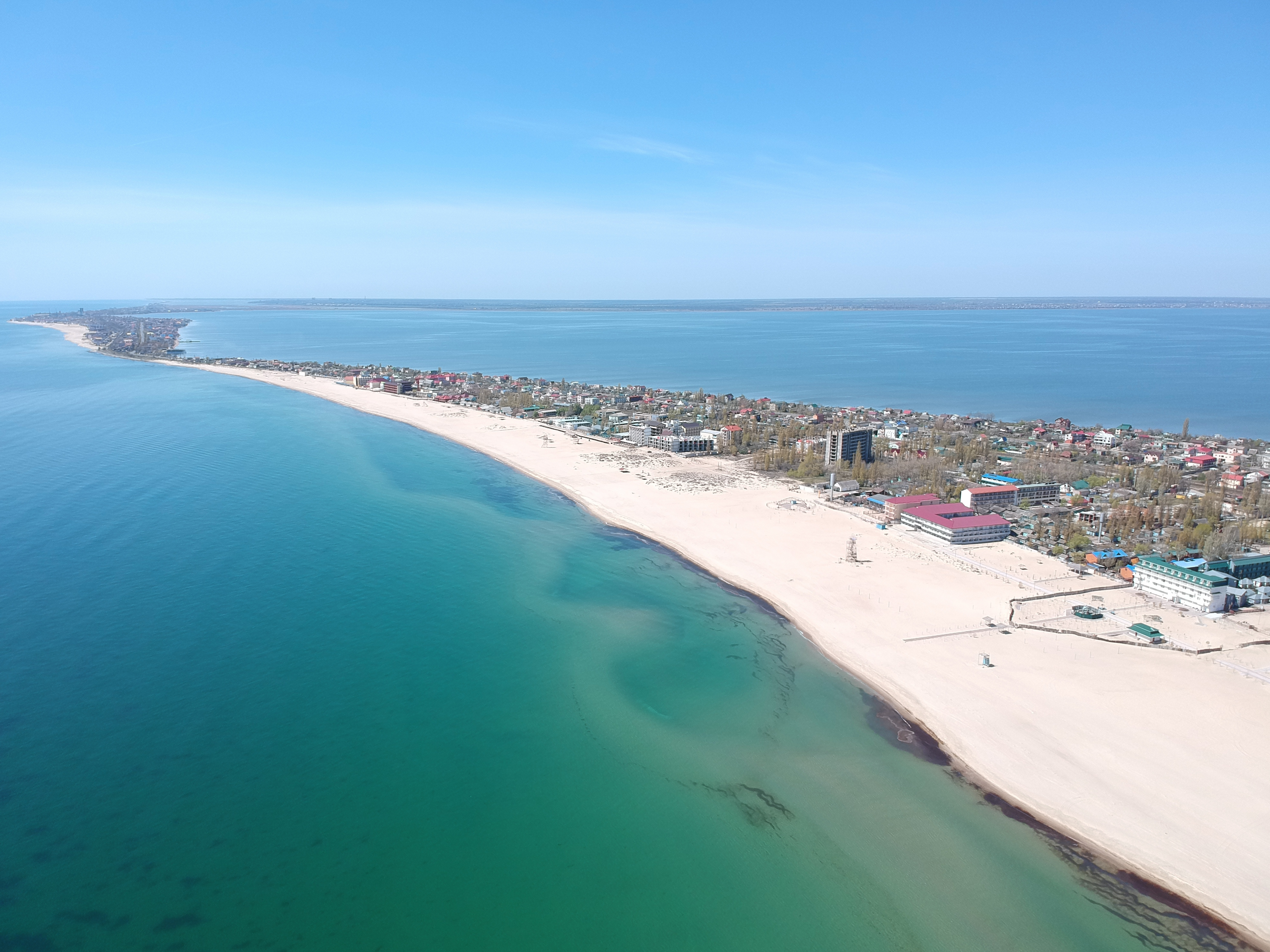
Краєвид